# シドネイア
シドネイア (Sidneyia, またはシドネユイア) は、約5億年前のカンブリア紀に生息した節足動物の一属。幅広い十数節の体に扇形の尾をもつ。カナダと中国から化石が見つかり、2種が正式に記載される。

## 名称
学名「Sidneyia」は本属の原記載の著者チャールズ・ウォルコット（Charles Walcott）の二番目の息子、シドニー（Sidney）にちなむもので、これは最初の発見者が彼であったことによる。

## 形態

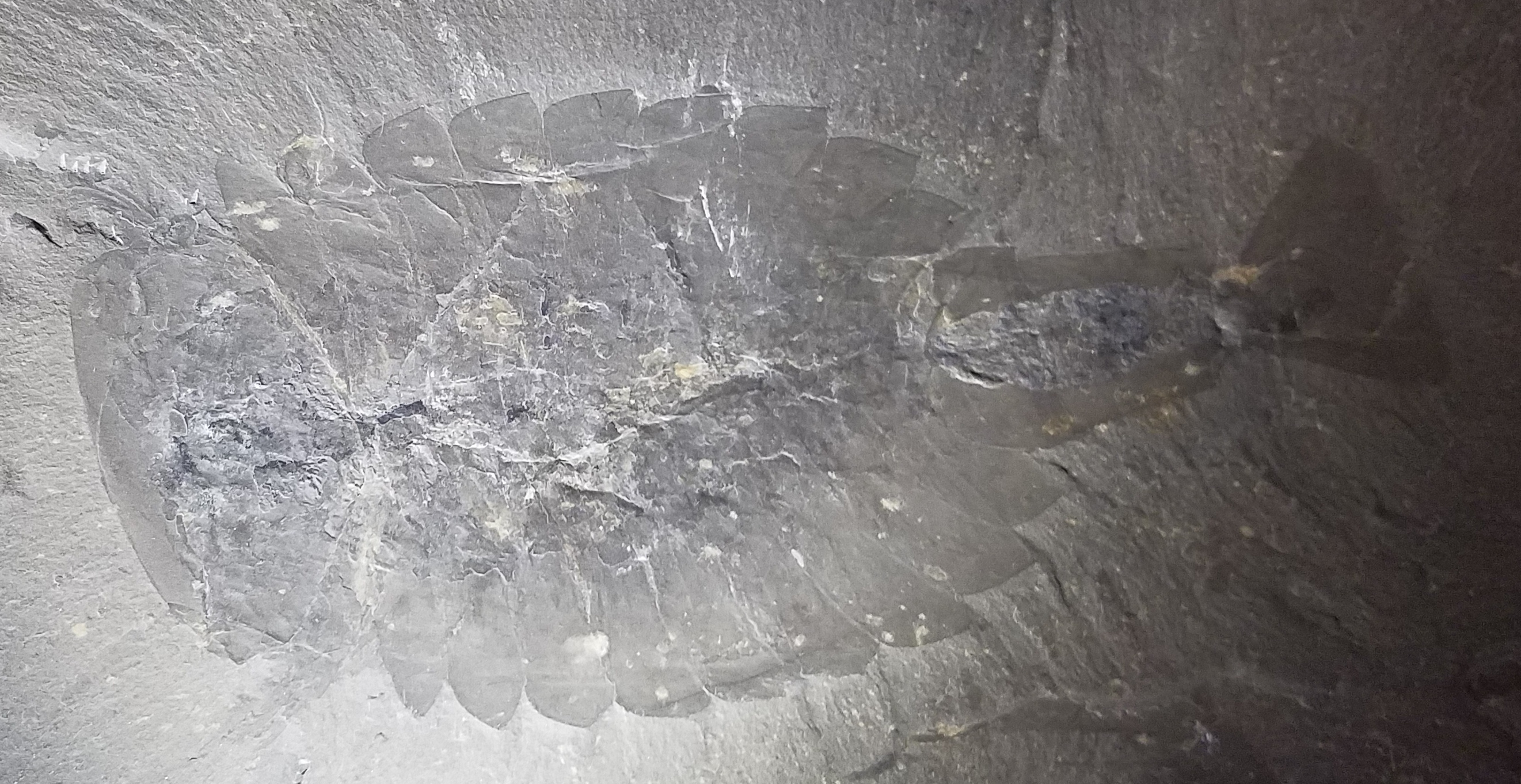
国立自然史博物館に展示される全身化石
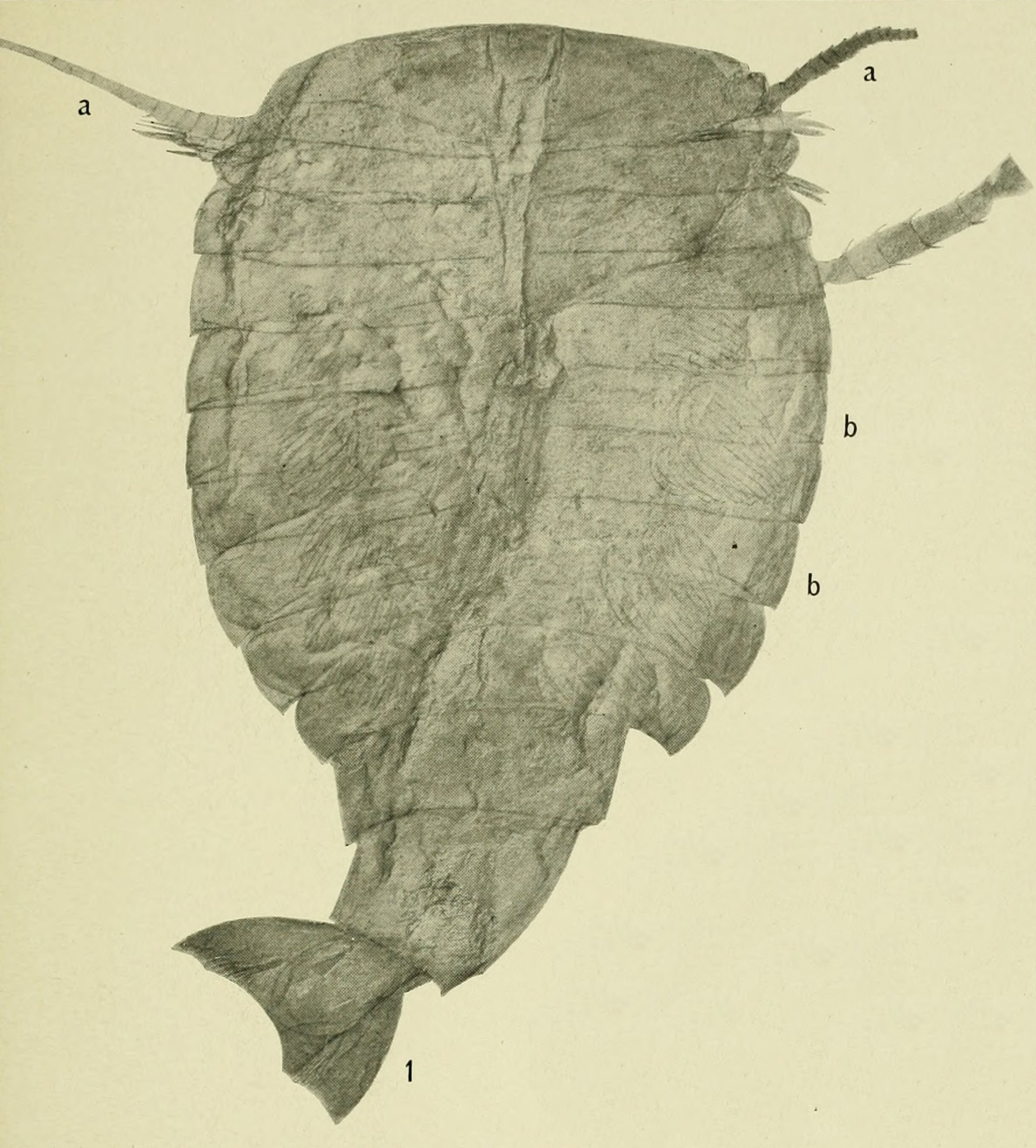
原記載による全身化石
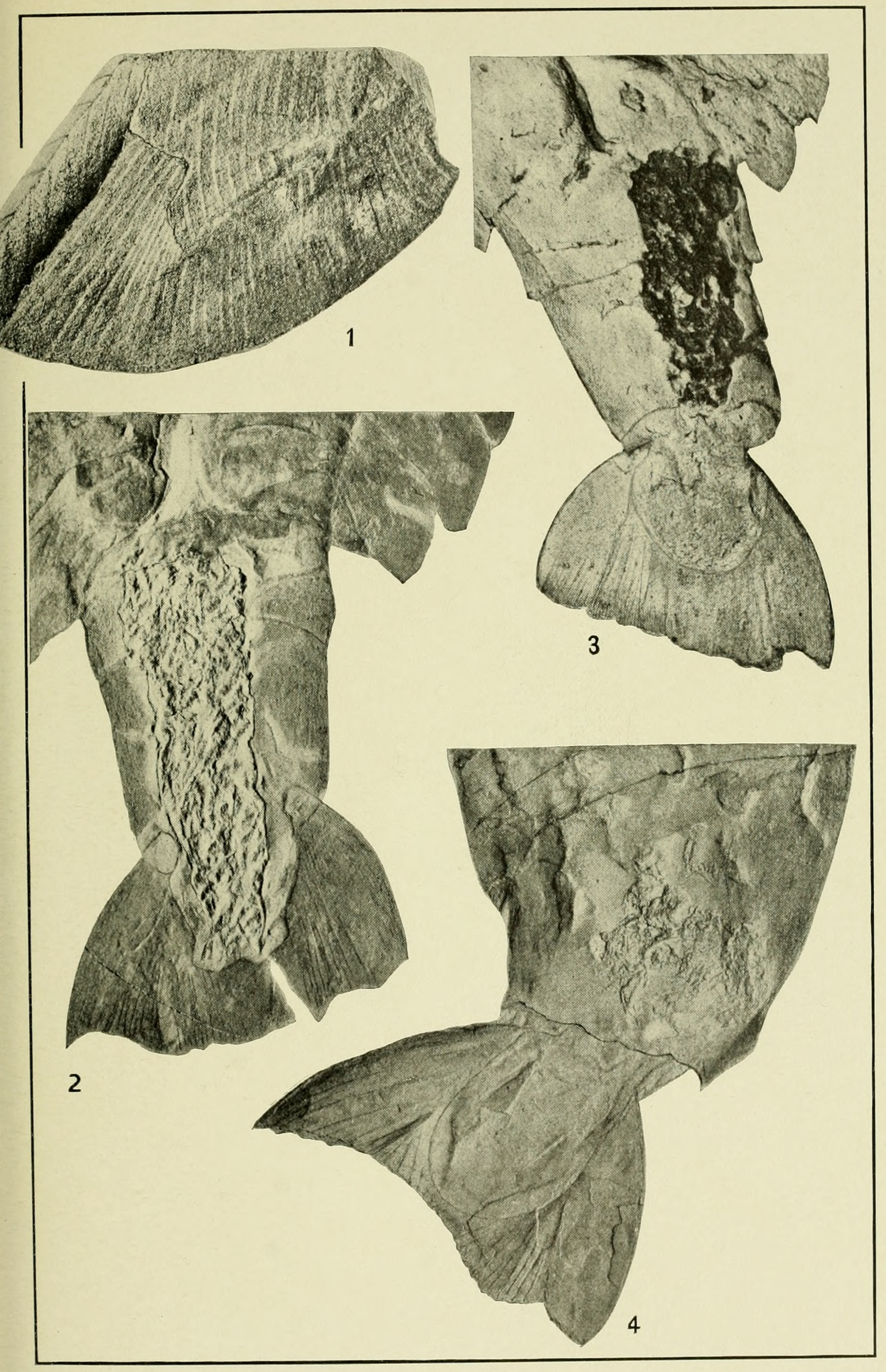
原記載による腹部と尾扇化石

シドネイアのサイズ比較図

体長は種類により1cmから16cm程度。体は幅広く、上下に扁平。全身は横に広い頭部・9-10節の胸部・1-2節の腹部という3つの合体節に分かれる。触角以外の付属肢は大部分が体に覆われている。

### 頭部
頭部（cephalon）は丸みを帯びて横に幅広く、各1対の鞭状の触角（antenna）と短い眼柄に生えた眼が左右に配置される。前縁腹面は横に広い楕円形のハイポストーマ（hypostome）に覆われ、口がその辺に開くと考えられる。
触角以外の頭部付属肢は長らく不明確とされ、かつては頭部にラディオドンタ類（フルディアとペイトイア）由来の前部付属肢をつける復元はあったが、後にそのような附属肢はなかったと判明した。Du et al. 2023 により同形な3対の脚であることが判明したが、胸部付属肢のような外肢（exopod）の有無は不明。

### 胸部

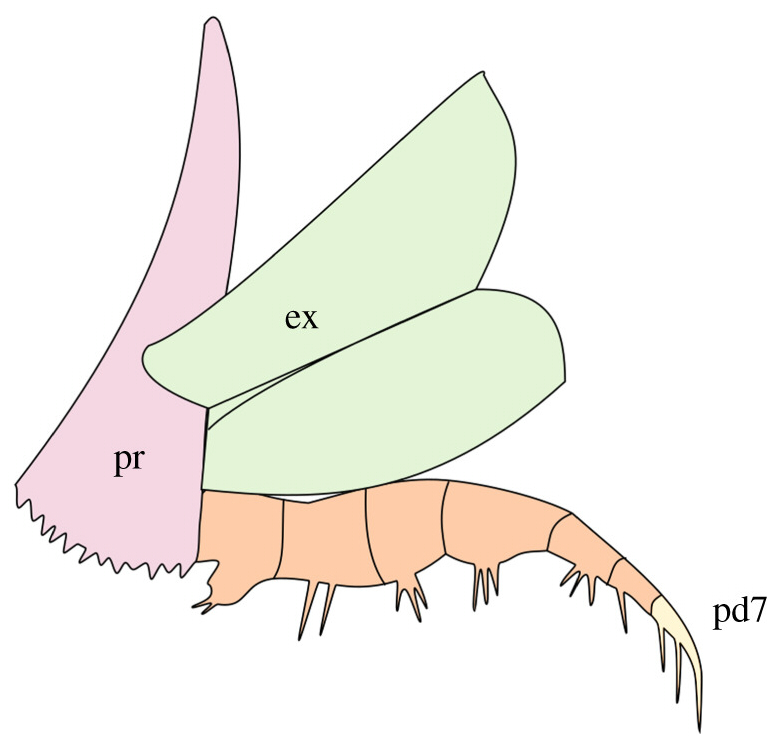
シドネイアの二叉型の脚（pr: 原節、ex: 外肢、その他: 内肢）

胸部（thorax）は9から10節で、各胸節を覆い被さる背板（tergite）は後方の胸節ほど左右の肋部が後方に曲がる。横幅は頭部からなめらかに広くなり、中程の位置で最大幅となり、それ以降は次第に狭まる。付属肢は1胸節につき1対の脚で、7節に分かれている。脚の内肢（endopod）の裏側には数多くの棘が生えて、基部（原節 protopod）は左右から噛み合った顎基（gnathobase）をもち、現生のカブトガニ類のものを彷彿とさせる。S. inexpectans の場合、前4対の脚は内肢のみからなる単枝型で、後5対は内肢と鰭状の外肢を兼ね備えた二叉型である。S. minor の場合、全ての脚が二叉型とされる。

### 腹部
腹部（abdomen）は1から2節で、背板は直前の胸部後端より横幅が狭い。末端は1対の鰭状の付属肢（tail fluke）と中央の尾節（telson）がまとまって尾扇（tail fan）を構成すし、肛門は尾節の腹面に開く。

## 生態

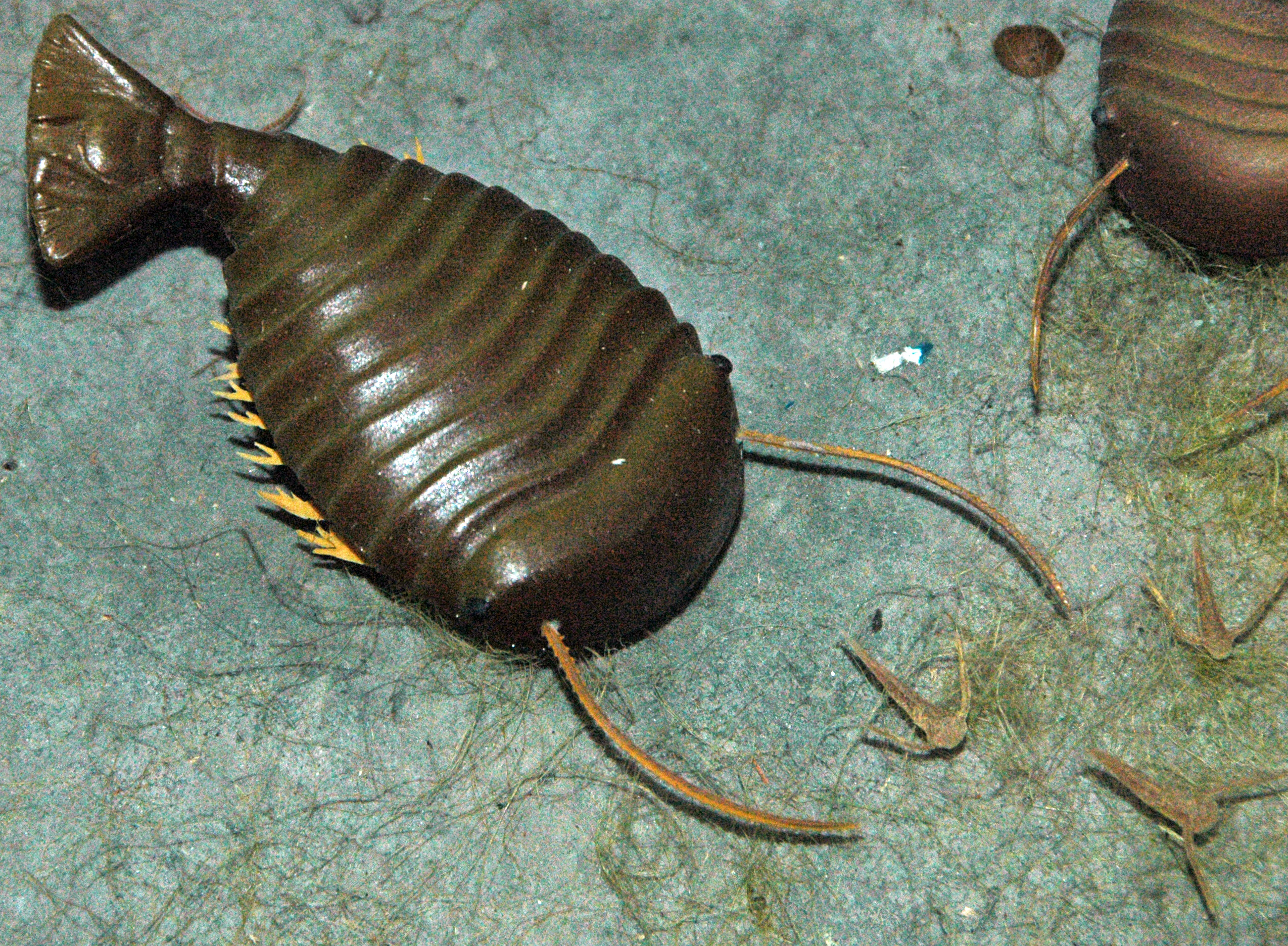
バージェス動物群の海底を徘徊するシドネイアの生態復元模型

シドネイアは底生性の捕食者であったと考えられる。前方の触角と眼で獲物を探しては、カブトガニ類のように、脚の顎基で獲物をかみ砕いて飲み込んだと考えられる。化石の消化管からはヒオリテス類や三葉虫などが、いずれも破片の形で発見されている。S. inexpectans の後5対の脚の鰭状の外肢は、遊泳と呼吸に用いられたと考えられる。消化管は狭かったが、後方が広がっており、おそらく広まった箇所で消化が行われ、糞の滞留も本種の摂食頻度が低いことを示している。

## 分類と分布

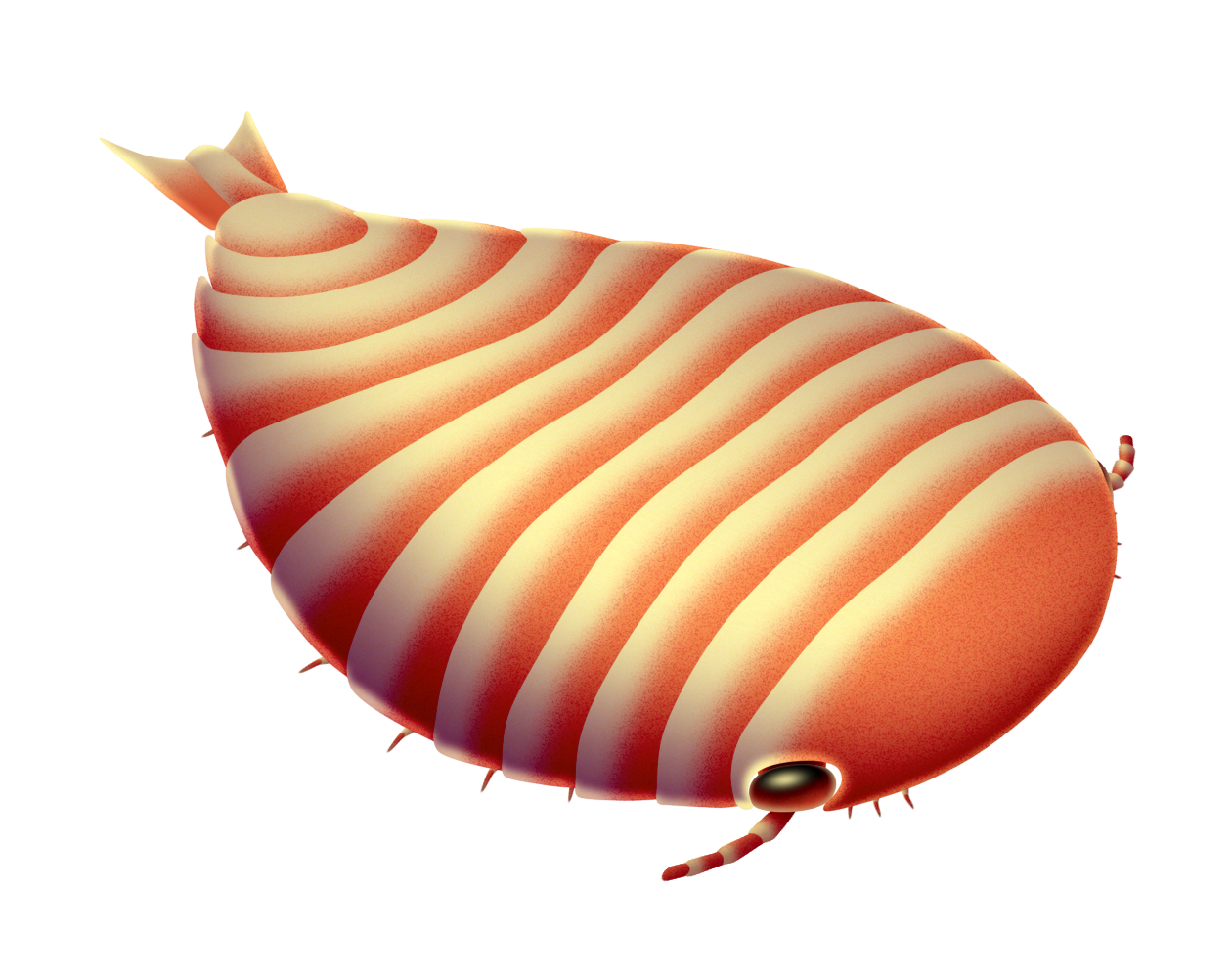
Sidneyia minor

シドネイアは三葉虫、光楯類（Aglaspidida）などと共にArtiopoda類に分類される。更にArtiopoda類の中で、シドネイアはエメラルデラ（Emeraldella）・ケロニエロン類（Cheloniellida）・光楯類などと共にVicissicaudata類に分類される。そのうちシドネイアはかつてエメラルデラと共にXenopoda類としてまとめられたが、2010年代以降では、シドネイアはむしろ他のVicissicaudata類より早期に分岐した基盤的な属である説の方が広く認められる。
2023年現在、シドネイア（シドネイア属 Sidneyia）は次の2種が正式に記載される。
- Sidneyia inexpectans Walcott, 1911a[1]
  - 本属の模式種（タイプ種）。体長は最大16cmに及ぶ。胸部は9節、腹部は2節からなる。カナダブリティッシュコロンビア州のバージェス頁岩（バージェス動物群、ウリューアン期）から発見される。種小名「inexpectans」はラテン語で「予想外」を意味し、これは発見当時の著者が、オルドビス紀より古い堆積累層からこんな化石が見つかれると思わなかったからである[4]。
- Sidneyia minor Du et al., 2023[2]
  - 体長1.2cmから2.3cm。胸部は10節、腹部は1節からなる。中国雲南省の Hongjingshao Formation（Xiaoshiba Biota、カンブリア紀第三期）から発見される。種小名「minor」は本種の小柄な体型による[2]。

他にも中国山東省の Mantou Formation で見つかり、暫定的に Sidneyia cf. inexpectans とされる未命名の化石標本が知られている。なお、かつて Kinzers Formation（Sidneyia sp.）、Wheeler Formation、澄江動物群（Sidneyia sinica）、Spence Shale、およびシリウスパセット（Sidneyia? sp.）における本属とされた化石標本は、いずれも後に懐疑的とされる。